# Weronika Książkiewicz
Weronika Książkiewicz (Moskou, 21 maart 1981) is een Poolse actrice.

## Filmografie
- 1999-2005: Lokatorzy - Małgorzata
- 2000: Plebania - Ola
- 2002-2008: Samo Życie - Ewa
- 2003-2004: Glina
- 2004: Talki z resztą
- 2004: Stacyjka - Iga
- 2004: Panienki - Ania
- 2004: Clap projekt - Camerimage - dancer
- 2004-2008: Kryminalni - Kinga
- 2005: Wiedźmy
- 2005: Karol: A Man Who Became Pope - Mrs. Waechter
- 2005: Zakręcone - Anna
- 2006: Oficerowie - Mrs. Wasowska
- 2006: Mrok - "Pussi
- 2007: Dylematu 5 - Nadia
- 2007: Prawo miasta as Jaga
- 2008: Little Moscow (2008 film)
- 2008: 39 i pół
- 2008: BrzydUla - Klaudia
- 2008: Londyńczycy - Agnieszka
- 2008: I kto tu rządzi - Ewelina
- 2008: Rozmowy nocą - Weronika
- 2008: Ile waży koń trojański? - Jola
- 2009: Rajskie klimaty - Marta
- 2009: Złoty środek - Kasia
- 2010: Na Wspólnej - Laura
- 2011: Hotel 52 - Sylwia
- 2011: Los numeros - Iwona
- 2011: Chichot losu - Agata
- 2011: Linia Życia - Patrycja
- 2011: Rezydencja - Julia
- 2012: Piąty stadion - Anna